# Iriondo (departement)
Iriondo is een departement in de Argentijnse provincie Santa Fé. Het departement (Spaans:  departamento) heeft een oppervlakte van 3.184 km² en telt 65.486 inwoners.

## Plaatsen in departement Iriondo
- Bustinza
- Cañada de Gómez
- Carrizales
- Classon
- Correa
- Lucio V. López
- Oliveros
- Pueblo Andino
- Salto Grande
- Serodino
- Totoras
- Villa Eloísa